# 紀塩手
紀 塩手（き の しおて）は、飛鳥時代の人物。紀塩手推古天皇の没後、皇位継承者に山背大兄王を推薦した。子に紀大口がいる。